# Born to Die (canción)
«Born to Die» es una canción de la cantante estadounidense Lana Del Rey, compuesta por ella y Justin Parker, que también la produjo junto con RoboPop. Interscope y Polydor Records la lanzaron como el segundo sencillo del álbum debut de Del Rey el 30 de diciembre de 2011. La canción recibió críticas positivas, inclusive la prensa especializada la consideró «encantada», pero similar a otras obras de Del Rey. Los críticos también dijeron que las letras tienen pasajes apocalípticos, similares a las composiciones de John Barry.
En el Reino Unido, «Born to Die» alcanzó el puesto 9  en el UK Singles Chart, siendo la segunda canción de la cantante en entrar en los diez primeros de la mencionada lista. En febrero de 2012, recibió la certificación de oro de la Asociación Australiana de la Industria de la Grabación (ARIA) por sus más de 35 000 copias vendidas en aquel país. También recibió la certificación de platino en Italia, según la Federación de la Industria Musical Italiana (FIMI), por más de 15 000 copias.
Para promocionarlo, Del Rey lanzó un extended play de remezclas de la canción. El video musical, dirigido por Yoann Lemoine, retrata a la cantante en una relación inestable con su novio, interpretado por el modelo Bradley Soileau. Las escenas muestran un viaje en automóvil que termina con la muerte de la artista.

## Antecedentes y composición
Del Rey y Justin Parker escribieron y compusieron «Born to Die», este último también la produjo junto a RoboPop. Según la cantante, la canción es un «homenaje al amor verdadero y a vivir la vida salvaje». Según la partitura publicada por Sony/ATV Music Publishing en Musicnotes.com, está compuesta en la tonalidad de sol mayor, y presenta un tempo moderadamente lento de 98 pulsaciones por minuto. Algunos críticos musicales dijeron que tenía un tono «apocalíptico suave» en sus letras, mientras que otros la llamaron «una balada adulta y orquestada que no desentonaría con el «Ray of Light» de Madonna». También se dijo que el coro final se asemeja al sonido de banda sonora de la película Gone with the Wind.  «Born to Die» comienza en silencio y se le van agregando elementos de orquesta y guitarra. Lana ya había declarado que usaría un tono de voz bajo para sus canciones porque sentía que el público no la veía como una cantante seria. «Ella se ve diferente, pero para mí suena natural. Cuando se trata de composición, es muy elogiada por sus habilidades. Es una escritora inteligente, tiene un ángulo muy poderoso en su imagen» dijo David Kahne, productor de la artista. Defendiéndose en Pitchfork Media en noviembre de 2010, Del Rey dijo: «No estoy tratando de crear una imagen o una persona. Solo estoy cantando, porque eso es lo que puedo hacer».

## Promoción

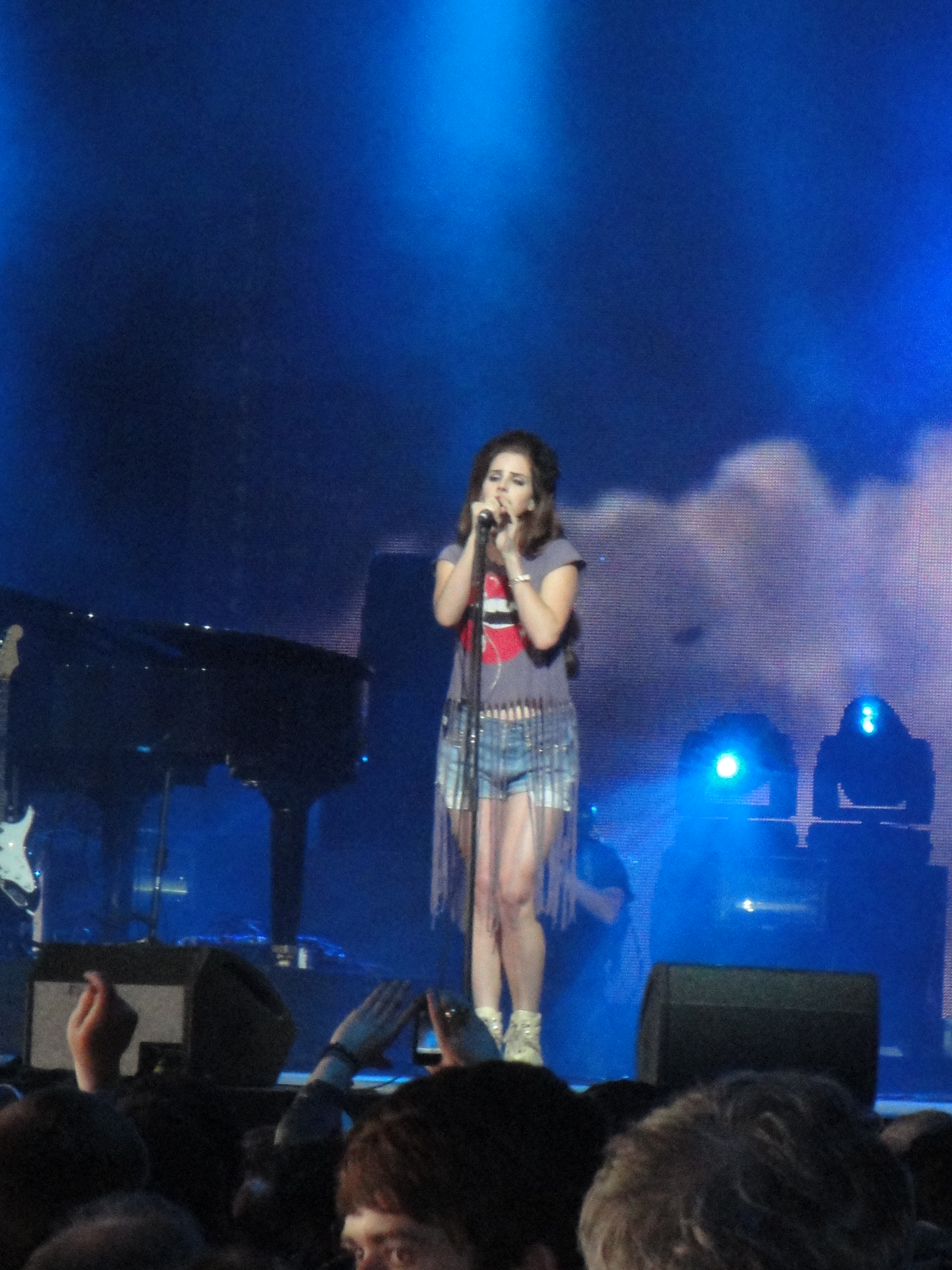
Del Rey actuando en los Estados Unidos, misma que fue parte de su primera gira

Del Rey cantó por primera vez «Born to Die» en una serie de presentaciones en vivo, incluida una en el Bowery Ballroom. Según Eliot Glazer, de la revista New York, la actuación de la artista «trajo de vuelta la popularización de la Nancy Sinatra gangsta». Matthew Perpetua, de la revista Rolling Stone, comentó que a pesar de que estaba nerviosa y ansiosa mientras cantaba el sencillo en vivo, la cantante lo hacía «con una considerable confianza». Del Rey cantó la canción en un concierto íntimo en el Chateau Marmont en la ciudad de West Hollywood, California e hizo lo mismo en el Teatro El Rey de Los Ángeles.
También la interpretó en el iTunes Festival de Londres y en la Irving Plaza de Nueva York, así como en el Super Bock Super Rock, —un festival anual de música de verano—, en el Festival Sónar de Barcelona, en Inglaterra en el The Jazz Café en Camden Town, en París en el Nouveau Casino y en la radio 6 de la BBC.
En 2012, el cantante tuvo la oportunidad de actuar en el evento «Hackney Weekend», creado por Radio BBC 1. En ese momento la intérprete cantó siete canciones, entre ellas «Born to Die». La canción formó parte del repertorio oficial de sus giras Born to Die Tour y Paradise Tour, que recorrieron América del Norte, Europa y Oceanía.

## Videoclip

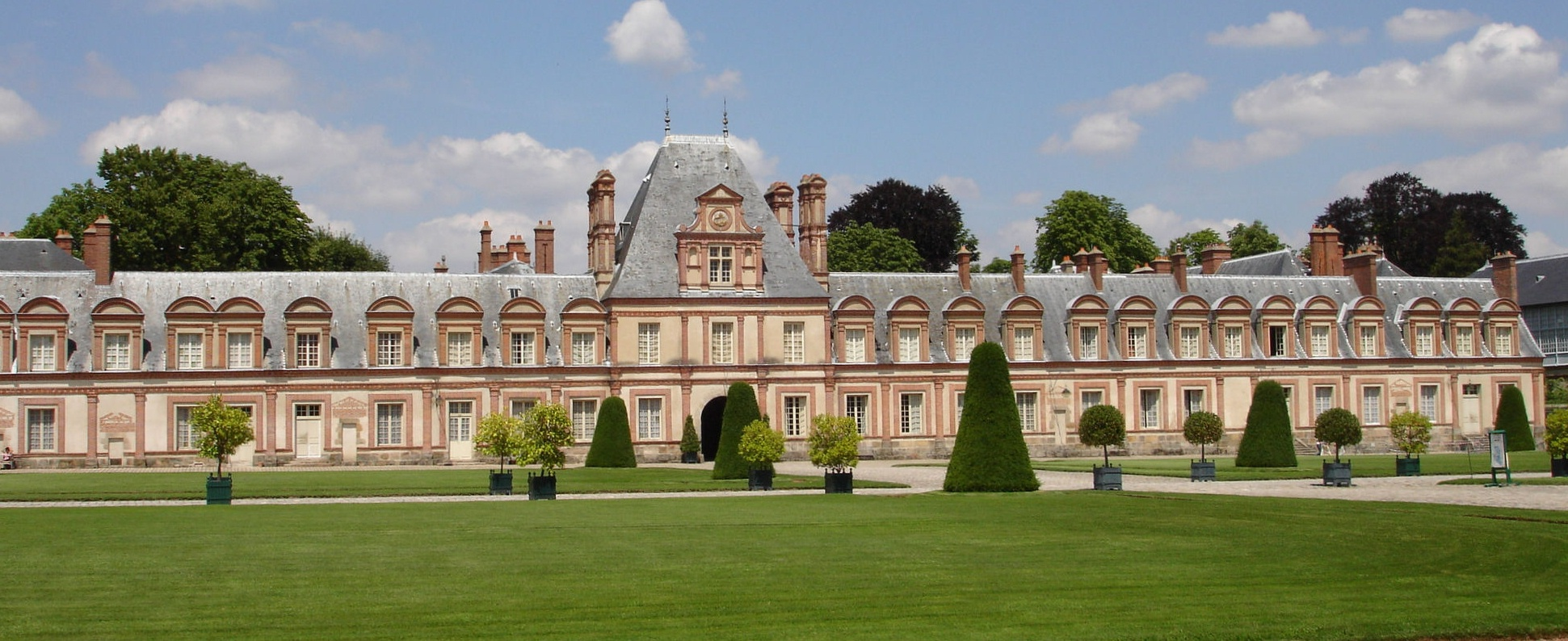
Vista del Palacio de Fontainebleau en Francia, donde tuvo lugar parte de las grabaciones de video.

### Producción y composición
El video musical se basó en un concepto creado por Del Rey y lo dirigió Yoann Lemoine, quien previamente trabajó en el video de «Teenage Dream» de Katy Perry y «Back to December» de Taylor Swift. A diferencia de «Video Games», el video musical de «Born to Die» tenía un mayor presupuesto y producción, por lo que su grabación tuvo lugar en el palacio de Fontainebleau en Francia. En una entrevista con el periódico británico Daily Mail, Del Rey reveló que iban a usar tigres reales en una escena de video musical, donde dijo: «Los tigres no son baratos. Es un video controvertido. Tendrás que esperar para verlo, pero tengo un presupuesto generoso». También comentó: «No se me permitió estar sola con los tigres en ningún momento por razones obvias. Pero fue una experiencia especial». El 14 de diciembre de 2011, el video musical se filtró en Internet antes de su lanzamiento oficial; y poco después, Del Rey dijo: «Por lo general, soy una persona de pocas palabras, pero diré que este es el video más hermoso que he hecho. Espero que les guste, este no es el momento y la forma en que quería mostrar el video, pero estoy en Beijing, sin acceso a las redes sociales y el video se filtró en Rusia, pero alguien me lo está publicando».
Bradley Soileau interpreta al novio ficticio de Del Rey en el video y se le entrevistó en numerosas ocasiones sobre el papel. Billboard le preguntó si su proximidad con Del Rey le hizo exitarse, a lo que él respondió: «Abrazarla [a Del Rey] fue fácil. Todos hacen la misma pregunta, ¿tuviste una erección? ¡Ja! No, no lo hice. Hay un gran grupo de personas mirándote gritando, moviéndote, luces brillantes por todas partes. Una locura». La modelo consiguió el papel cuando Armen Djerrahian lo fotografió para una entrevista con The Wild. Djerrahian conocía a Lemoine y organizó una presentación. No conoció a Del Rey hasta el día de la filmación del video. Recordando la experiencia, aplaudió al equipo de producción, diciendo que eran compañeros de trabajo agradables, destacando a Del Rey como una personalidad conmovedora y sorprendente. Se identificó con bailarines y actrices de fondo en videos de música rap, ya que a menudo son sensuales y objetivados.

### Resumen de la trama
El video comienza con Del Rey parada en toples en los brazos de un hombre interpretado por Bradley Soileau, y tiene una bandera estadounidense en el fondo. Es esa parte del video, la que aparece en la portada del sencillo. La escena es seguida con la cantante saliendo de su casa para reunirse con su novio en un largo viaje. Cuando se suben al auto, comienzan a fumar marihuana. Más adelante en el camino, se puede notar que la relación de la pareja es inestable o conflictiva Del Rey besa a su novio, expresando tristeza. Poco después, aparecen escenas de la pareja que se aloja en un hotel de lujo, donde se les ve acostados en una cama, y en una de las escenas, el novio de Lana aparece sosteniendo el cuello de ella, amenazadoramente. Cerca del final del vídeo sucede un accidente automovilístico: Lana parece muerta, toda ensangrentada, con su novio abrazándola. También hay escenas de ella en un trono, vestida de blanco y con una corona de flores en la cabeza, en la capilla del citado palacio francés junto a los tigres. Después camina hacia una puerta que irradia luz; posible alusión a la otra vida tras la muerte. El vídeo termina con la escena de apertura.

### Recepción
El video obtuvo un buen recibimiento con críticas positivas de la prensa especializada. Jason Lipshutz de Billboard dijo que la escena del auto es similar a «We Found Love» de la cantante barbadense Rihanna. Ann Lee del periódico Metro dijo que el video musical es «sexy», Matthew Perpetura, de la revista Rolling Stone, señaló que «al igual que la música, el video es tristemente romántico y majestuoso en su alcance». Becky Bain de Idolator comentó: «La compañía discográfica Del Rey, Interscope, parece tener mucha fe en el trabajo de la cantante porque el video de su segundo sencillo, «Born to Die», parece tener un presupuesto 15 veces mayor que el primero». Bain también señaló que «además de los tigres salvajes, el nuevo video de Del Rey tiene una hermosa iglesia y un accidente violento» y preguntó: «¿Crees que una canción llamada «Born to Die» terminaría con su novio y ella caminando por el sol?».

## Recepción

### Crítica
«Born to Die» ha recibido varias críticas, en su mayoría favorables. Robert Copsey, del blog Digital Spy, comentó: «Pensamos que sería casi imposible para Del Rey llegar a la cima con «Video Games», pero su nuevo trabajo puede ser más inquietante que la primera canción que funcionó». Laura Snapes de la revista NME escribió que el segundo compacto del álbum no tiene el revestimiento del primero, pero una vez que lo comienzas a escuchar encuentras algo «extraordinario», mientras que Grady Smith de la revista Entertainment Weekly informó que la canción tiene una «sintonía melancólica maravillosa». Priya Elan, de la revista NME, informó que la canción es un «cultivador» y agregó que «aunque no tiene la melodía de su primer éxito, es una sucesora muy digna».  Jaime Gill del sitio web de la BBC, elogió a Lana y dijo que la canción era «ricamente fascinante». La voz del intérprete fue aclamada como «gemidos de fantasmas», pero se también se dijo que su álbum [Born to Die] llegó para mejorar su carrera.
Aaron-Spencer Charles de Metro señaló que «la canción es lenta pero muy fuerte, con Del Rey contando sobre su relación a través de una orquesta. El tono vocal tranquilo de la joven define un amor triste y un buen humor». Tim Lee de MusicOMH.com argumentó que la canción es como «Video Games», pero con percusión. Sputnik dijo que la canción no es como su primer sencillo. También comentó que el compacto lanzado después de la conquista en las listas con el primero fue una serie de errores cometidos por el cantante y sus productores. Al escribir sobre el álbum, Billy Hepfinger de PopMatters aclamó la canción como una «meditación profunda». Sal Cinquemani de Slant Magazine fue más auténtico y crítico con el trabajo al decir que «Apilado con «Video Games» , «Blue Jeans» y la canción principal, el álbum Born to Die estará entre los mejores del año, y es solo enero».

### Premios
| Año  | Ceremonia de premios   | Premio                          | Resultado | Ref    |
| ---- | ---------------------- | ------------------------------- | --------- | ------ |
| 2012 | MTV Video Music Awards | Mejor dirección de arte         | Nominado  | [ 49 ] |
| 2012 | UK Music Video Awards  | Mejor vídeo pop - Internacional | Ganador   | [ 50 ] |

### Comercial

#### Posicionamiento en listas

##### Semanales
| Alemania        | Official German Charts            | 29 |
| Australia       | ARIA Top 50 Singles.              | 34 |
| Austria         | Ö3 Austria Top 40                 | 10 |
| Bélgica         | Ultratop 50 Flanders              | 14 |
| Bélgica         | Ultratop 50 Wallonia              | 10 |
| República Checa | Rádio Top 100                     | 45 |
| Corea del Sur   | International Singles (Gaon)      | 98 |
| España          | PROMUSICAE                        | 41 |
| Estados Unidos  | Rock Digital Singles (Billboard)  | 9  |
| Dinamarca       | Tracklisten                       | 7  |
| Escocia         | Official Charts Company           | 10 |
| Eslovaquia      | Rádio Top 100                     | 53 |
| Finlandia       | Suomen virallinen lista           | 13 |
| Francia         | SNEP                              | 13 |
| Irlanda         | IRMA                              | 12 |
| Israel          | Media Forest                      | 8  |
| Islandia        | Icelandic Singles Chart (Tonlist) | 6  |
| Países Bajos    | Single Top 100                    | 89 |
| Portugal        | Billboard Portugal                | 9  |
| Reino Unido     | UK Singles                        | 9  |
| Suecia          | Sverigetopplistan                 | 59 |
| Suiza           | Schweizer Hitparade               | 13 |

##### Anuales
| Bélgica     | Ultratop Flanders  | 98 |
| Bélgica     | Ultratop Wallonia. | 84 |
| Francia     | SNEP               | 97 |
| Polonia     | ZPAV               | 20 |
| Reino Unido | UK Singles         | 95 |

#### Certificaciones
| Territorio  | Organismo certificador | Certificación | Ventas certificadas | Simbolización | Ref.          |        |        |        |
| Europa      | Europa                 | Europa        | Europa              | Europa        | Europa        | Europa | Europa | Europa |
| ----------- | ---------------------- | ------------- | ------------------- | ------------- | ------------- | ------ | ------ | ------ |
| Alemania    | BVMI                   | Oro           | 150 000             |               | [ 78 ]        |        |        |        |
| Dinamarca   | IFPI                   | Oro           | 30 000              |               | [ 79 ]        |        |        |        |
| Italia      | FIMI                   | Platino       | 30 000              |               | [ 80 ] [ 81 ] |        |        |        |
| Reino Unido | BPI                    | Plata         | 30 000              |               | [ 82 ]        |        |        |        |
| América     |                        |               |                     |               |               |        |        |        |
| Canadá      | Music Canada           | Oro           | 45 000              |               | [ 83 ]        |        |        |        |
| Oceanía     |                        |               |                     |               |               |        |        |        |
| Australia   | ARIA                   | Oro           | 35 000              |               | [ 84 ]        |        |        |        |

## Formatos y listas de canciones
Del Rey estuvo involucrada en todo el proceso de remezcla realizado para promocionar el sencillo en la radio. El extended play contenía un remix de la canción de Woodkid & The Shoes; otro de Rainer Weichhold y Nick Olivetti y el último de Parrade. Otros fueron hechos por Clams Casino y Chad Valley.
| - Vinilo de 7" 1. «Born to Die» 2. «Born to Die» (Woodkid & the Shoes Remix) - CD single 1. «Born to Die (Album Version)» - 4:46 2. «Video Games (Rainer Weichhold & Nick Olivetti Radio Edit)» - 3:50 - UK promo CD 1. «Born to Die» (single mix) – 4:09 2. «Born to Die» (álbum versión) – 4:47 3. «Born to Die» (instrumental) – 4:48 | - The Remix EP 1. «Born to Die (Album Version)» - 4:49 2. «Born to Die (PDP / 13 Remix)» - 6:24 3. «Born to Die (Woodkid & The Shoes Remix)» - 4:03 4. «Born to Die (Parrade Remix)» - 5:47 5. «Born to Die (Chad Valley Remix)» - 3:46 6. «Video Games (Rainer Weichhold & Nick Olivetti Remix)» - 7:43 - Promo CD Single 1. «Born to Die (Damon Albarn Remix)» 2. «Blue Jeans (Penguin Prison Remix)» - Promo CD Single 2 1. «Born to Die (PDP/13 Remix)» 2. «Blue Jeans (Penguin Prison Remix)» |

## Historial de lanzamientos
| País          | Fecha                   | Formato                      | Discográfica    | Ref.    |
| ------------- | ----------------------- | ---------------------------- | --------------- | ------- |
| Singapur      | 30 de noviembre de 2011 | Descarga digital             | Universal Music | [ 90 ]  |
| Finlandia     | 2 de enero de 2012      | Descarga digital             | Universal Music | [ 91 ]  |
| Francia       | 2 de enero de 2012      | Descarga digital             | Universal Music | [ 92 ]  |
| Luxemburgo    | 2 de enero de 2012      | Descarga digital             | Universal Music | [ 93 ]  |
| Noruega       | 2 de enero de 2012      | Descarga digital             | Universal Music | [ 94 ]  |
| Portugal      | 2 de enero de 2012      | Descarga digital             | Universal Music | [ 95 ]  |
| Australia     | 3 de enero de 2012      | Descarga digital             | Universal Music | [ 96 ]  |
| Nueva Zelanda | 3 de enero de 2012      | Descarga digital             | Universal Music | [ 97 ]  |
| Brasil        | 10 de enero de 2012     | Descarga digital             | Universal Music | [ 98 ]  |
| España        | 10 de enero de 2012     | Descarga digital             | Universal Music | [ 99 ]  |
| Italia        | 17 de enero de 2012     | Descarga digital             | Universal Music | [ 100 ] |
| Irlanda       | 20 de enero de 2012     | Descarga digital             | Universal Music | [ 101 ] |
| Reino Unido   | 20 de enero de 2012     | Descarga digital             | Universal Music | [ 102 ] |
| Suiza         | 23 de enero de 2012     | Descarga digital             | Universal Music | [ 103 ] |
| Alemania      | 23 de marzo de 2012     | Sencillo en CD EP de remixes | Universal Music | [ 104 ] |
| Alemania      | 23 de marzo de 2012     | Descarga digital             | Universal Music | [ 104 ] |